# Premi Feroz al millor guió
El Premi Feroz al millor guió és un premi cinematogràfic que s'entrega anualment, des del 2014, com a part dels Premis Feroz, creats per l'Associació d'Informadors Cinematogràfics d'Espanya.

## Guanyadors i nominats
| Edició | Any  | Guanyador                       | Obra                                 | Nominats |
| ------ | ---- | ------------------------------- | ------------------------------------ | --- |
| I      | 2014 | David Trueba                    | Vivir es fácil con los ojos cerrados | - Pablo Alén i Breixo Corral - 3 bodas de más - Manuel Martín Cuenca i Alejandro Hernández Díaz - Caníbal - Daniel Sánchez Arévalo - Family United - Isabel Peña i Rodrigo Sorogoyen - Stockholm                        |
| II     | 2015 | Carlos Vermut                   | Magical Girl                         | - Carlos Marqués-Marcet i Clara Roquet - 10.000 km - Jaime Rosales i Enric Rufas - Hermosa juventud - Alberto Rodríguez i Rafael Cobos - La isla mínima - José Mari Goenaga, Aitor Arregi i Jon Garaño - Loreak         |
| III    | 2016 | Cesc Gay i Tomàs Aragay         | Truman                               | - Borja Cobeaga - Negociador - Paula Ortiz i Javier García Arredondo - La novia - Fernando León de Aranoa i Diego Farias - Un día perfecto - Daniel Guzmán - A cambio de nada                                           |
| IV     | 2017 | David Pulido i Raúl Arévalo     | Tarde para la ira                    | - Alberto Rodríguez i Rafael Cobos - El hombre de las mil caras - Pedro Almodóvar - Julieta - Patrick Ness - Un monstruo viene a verme - Isabel Peña i Rodrigo Sorogoyen - Que Dios nos perdone                         |
| V      | 2018 | Carla Simón                     | Estiu 1993                           | - Alejandro Hernández i Manuel Martín Cuenca - El autor - Diego San José - Fe de etarras - Pablo Remón - No sé decir adiós - Fernando Navarro i Paco Plaza - Verónica                                                   |
| VI     | 2019 | Isabel Peña i Rodrigo Sorogoyen | El reino                             | - Arantxa Echevarría - Carmen y Lola - Celia Rico - Viaje al cuarto de una madre - Jaime Rosales, Michel Gaztambide i Clara Roquet - Petra - Carlos Vermut - Quién te cantará                                           |
| VII    | 2020 | Pedro Almodóvar                 | Dolor y gloria                       | - Jon Garaño, Jose Mari Goenaga i Aitor Arregi Galdos - La trinchera infinita - Galder Gaztelu-Urrutia - El hoyo - Óliver Laxe - O que arde - Aritz Moreno - Ventajas de viajar en tren                                 |
| VIII   | 2021 | Pilar Palomero                  | Las niñas                            | - Marina Parés Pulido i David Pérez Sañudo - Ane - Luis López Carrasco i Raúl Liarte - El año del descubrimiento - Icíar Bollaín i Alicia Luna - La boda de Rosa - Javier Fesser i Claro García - Historias lamentables |